# Peridexió

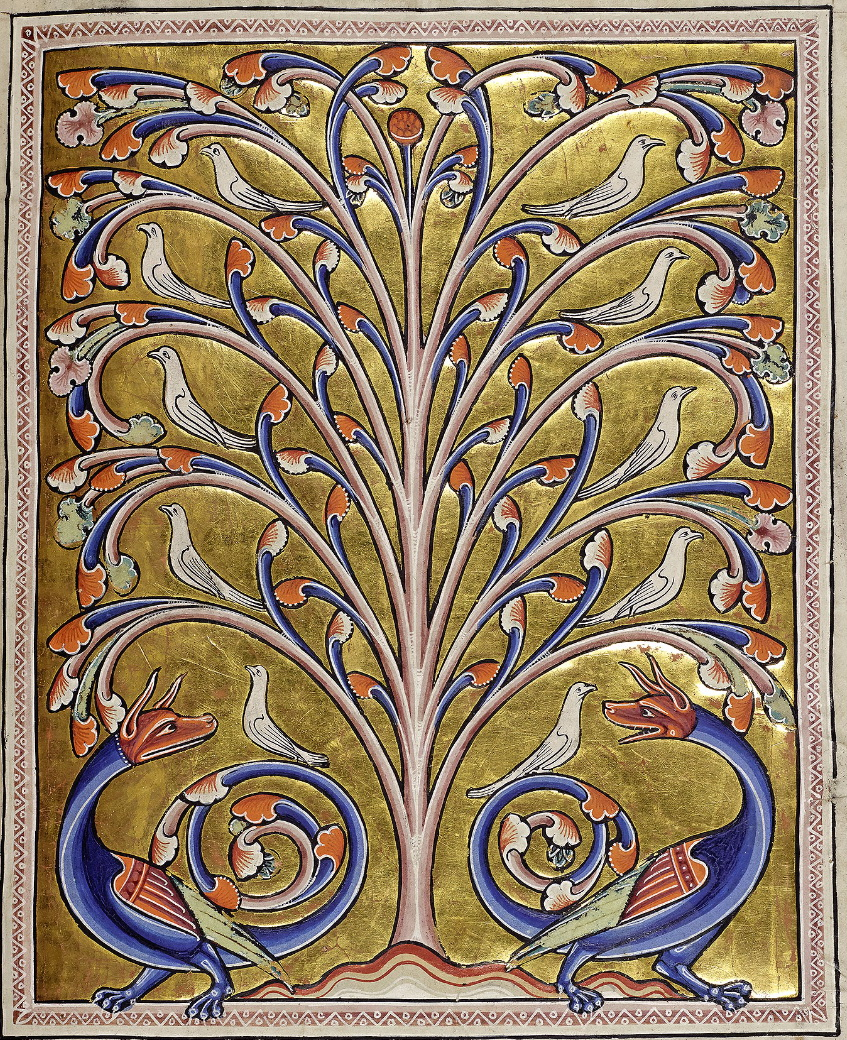
Representació d'un peridexió del Bestiari d'Aberdeen

El peridexió (o perindens) és un arbre llegendari descrit en el Physiologus, un bestiari cristià dels segles II o IV abans de la nostra era, i que fou popular en els bestiaris medievals. Es descriu com d'origen indi, que atrau els coloms i espanta les serps, i se li fa símbol de la salvació cristiana.

## Etimologia
El nom prové del grec δένδρον περιδέξιον (déndron peridéxion), peridéxion significa 'ambidextre', 'destre' o 'pràctic'. Els manuscrits llatins, com el Bestiari d'Aberdeen, l'anomenen "perindens".

## Descripció
El Physiologus descriu que l'arbre creix a l'Índia i té un fruit dolç que agrada als coloms. Una serp que pretén devorar coloms té por de l'arbre i de la seua ombra; per tant, espera que els coloms s'allunyen de la protecció de l'arbre per atacar-los. Aquest és un recordatori de la salvació per al lector cristià del text, en què l'arbre representa la fe cristiana i la serp és el dimoni que espera agafar els que ixen de l'església, fent una comparació amb Judes Iscariot. Els fruits són descrits pel text com de "saviesa celestial» i els coloms com l'Esperit Sant.
L'arbre també apareix en el Bestiari de Zirc, bestiari il·luminat hongarés del segle XV. Es descriu amb les serps al foli 292r.

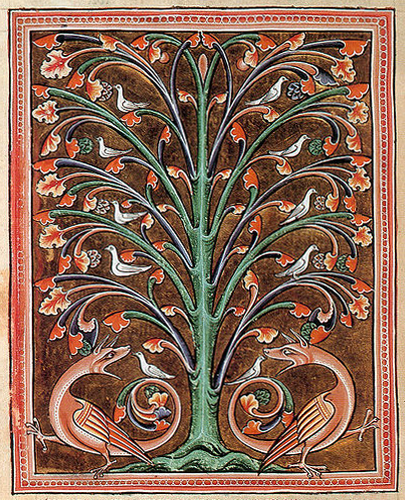
Una altra representació d'un peridexió del Bestiari d'Aberdeen

## Orígens
El Physiologus dona la descripció més antiga documentada de l'arbre. El text fou escrit al segle II o IV per un autor grec ara desconegut que va tenir accés als clàssics grecs, la Bíblia, als primers autors cristians i a les faules. Més tard esdevingué un llibre popular i es va traduir a molts idiomes, inclòs el llatí; s'estengué a l'Europa occidental al segle IX. No se'n coneix cap original; gràcies a la seua popularitat, però, hi ha molts manuscrits posteriors que l'inclouen. El filòleg alemany Otto Schönberger va suggerir que l'arbre podria provenir de la Naturalis Historia de Plini el Vell, que explica com el freixe és un element dissuasiu per a les serps, combinat amb la història bíblica de l'Arbre de la vida. Les serps i els dracs que guarden els arbres són un element ben documentat en la literatura i la iconografia hel·lenística. En la mitologia grega, el drac de cent caps Ladó preservava les pomes daurades de les Hespèrides. Heròdot en les seves Històries esmentà serps alades que guardaven els arbres d'espècies a Aràbia.

## Representacions en l'art

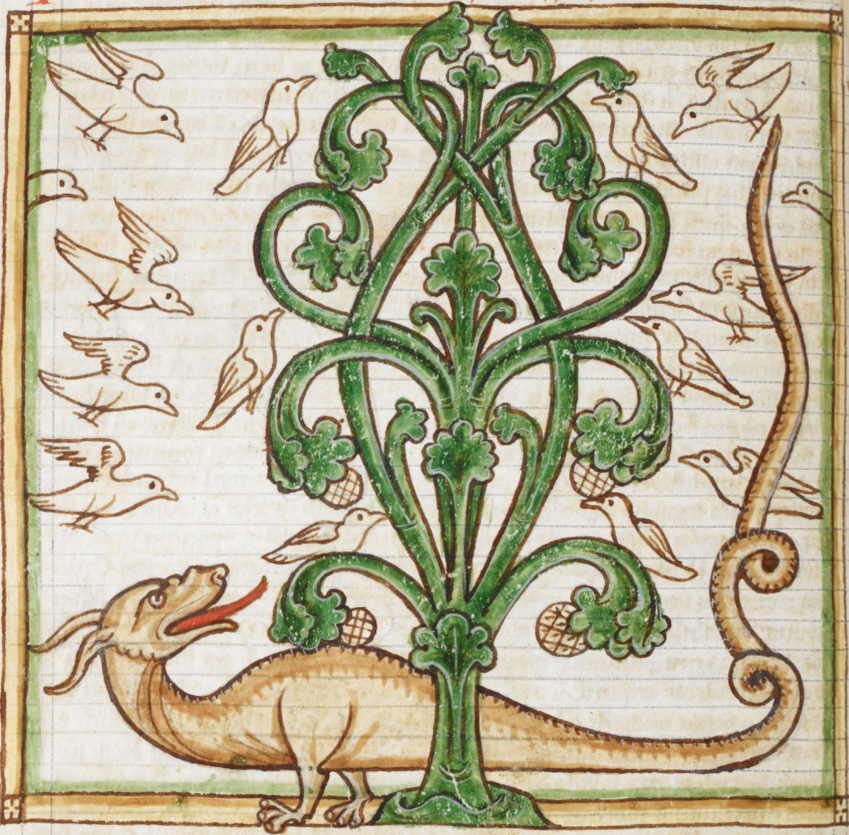
Representació d'una peridexió del manuscrit Harley

L'arbre peridexió està representat en manuscrits il·luminats d'època medieval. N'és el cas d'un bestiari, el Biblioteca Houghton, MS Typ 101 (cat. núm. 28), conservat a la Biblioteca Houghton de Cambridge, Massachusetts, Estats Units. Aquest manuscrit fou copiat d'un manuscrit anterior de la Biblioteca Nacional de Rússia, el Lat. QvIII. 1, en què el peridexió apareix en marginàlia. És l'únic de tot el manuscrit, perquè no es va deixar espai per a miniatures després d'escriure el text. Les representacions posteriors en els bestiaris mostren la serp lliscant pel tronc o xiulant sota l'arbre. Aquest últim es troba en el Fisiòleg de Berna. Altres representacions inclouen dos dracs, plantejats simètricament, amb els coloms també simètrics a l'arbre.  També es troba en l'arquitectura europea, com ara en un capitell de la Basílica de Saint-Urbain de Troyes, que ara és al Louvre.
La seua imatgeria apareix a les portes de la catedral de Gniezno (Polònia), en què els coloms que s'aixopluguen a l'arbre com Adalbert de Praga que es refugia en un monestir de Roma. Aquesta representació en difereix de les típiques medievals. Ací, el drac no és Satanàs, sinó els prussians que Adalbert volia convertir al cristianisme i que el van executar. L'arbre té al cim un gall en al·lusió a les negacions de Pere. Ací, el futur sant ha de deixar la seguretat de l'arbre per a fer la seua missió, que és el contrari del sentit original de la faula.